# 苏州锥棘吸虫
苏州锥棘吸虫（学名：Petasiger soochowensis）为棘口科锥棘属的动物。在中国大陆，分布于江苏苏州等地，营寄生生活，寄生于小肠。该物种的模式产地在江苏苏州。